# Oreodera minima
Oreodera minima är en skalbaggsart som beskrevs av Maria Helena M. Galileo och Martins 1999. Oreodera minima ingår i släktet Oreodera och familjen långhorningar. Inga underarter finns listade i Catalogue of Life.